# Оружие массового поражения Израиля
Израиль не входит в Ядерный клуб, но и не подписал Договор о нераспространении ядерного оружия; при этом, по неофициальным данным, он располагает собственным ядерным арсеналом, хотя официально не подтверждает и не отрицает факта обладания ядерным оружием.
Кроме того, согласно экспертам Управления технологических оценок Конгресса США, Израиль обладает потенциалом для производства химического и биологического оружия.

## Ядерное оружие
Многое из того, что известно о ядерной программе Израиля, основано на заявлениях Мордехая Вануну, бывшего техника научно-исследовательского ядерного центра в Димоне, который в 1986 году в интервью лондонской газете «Sunday Times» сообщил, что Израиль осуществляет свою ядерную программу и располагает ядерным оружием. После этого Вануну был схвачен агентами Моссада, вывезен в Израиль и приговорён к 18 годам заключения.
По данным Управления технологических оценок Конгресса США, Израиль располагал тактическим ядерным оружием уже к 1967 году, а к массовому производству ядерных боеголовок приступил после Шестидневной войны. По ряду оценок, Израиль является шестой по количеству ядерных боезарядов державой мира. По данным вашингтонского Центра стратегических и международных исследований, Израиль имеет арсенал величиной от 75 до 400 единиц ядерного оружия, включая термоядерное оружие мощностью более мегатонны. Согласно большинству других оценок, однако, ядерный арсенал Израиля составляет менее 200 единиц. Ряд экспертов высказывал мнение, что Израиль к настоящему времени владеет технологиями производства нейтронных бомб, тактического ядерного оружия, а также «ядерных чемоданов». Предполагается, что производство ядерного оружия Израиль ведёт в научно-исследовательском центре в Димоне. Израиль никогда не проводил собственных натурных ядерных испытаний, воспользовавшись при разработке своих ядерных боеприпасов помощью Франции, стоявшей у истоков ядерной программы Израиля. В осуществление этой программы были вовлечены различные фирмы и предприятия США, Великобритании, ФРГ, ЮАР, Норвегии, Аргентины, других стран. Сотни израильских агентов по всему миру занимались приобретением технологий, документации, оборудования и ядерных материалов для ускоренного создания ядерного оружия и средств его доставки. Большая часть атомных секретов попадала в Израиль по каналам спецслужб и частных посредников. По мнению Гэри Милхоллина, директора Висконсинского проекта по контролю над ядерным оружием, израильтяне в качестве испытаний могли использовать компьютерные симуляции и проводить испытания с обычными взрывчатыми веществами.
Как известно[кому?], американский учёный Эдвард Теллер, «отец» водородной бомбы, в течение 20 лет консультировал и направлял израильское научное сообщество по ядерной тематике. С 1964 по 1967 годы Теллер шесть раз посетил Израиль, где читал лекции по общим вопросам теоретической физики в Тель-Авивском университете. Ему понадобился целый год, чтобы убедить ЦРУ в том, что Израиль располагает ядерным потенциалом, пока наконец в 1976 году представитель ЦРУ Карл Даккетт не сообщил в своих показаниях Конгрессу США о наличии у Израиля ядерного потенциала, сославшись на надёжную информацию, полученную от одного «американского учёного» (Эдварда Теллера). Примерно в 1990 году Теллер признал, что источником этой информации действительно был он. При этом, по словам Теллера, израильтяне доверились результатам теоретических исследований и предпочли не проводить испытаний, поскольку проведение подобных испытаний могло создать для них большие проблемы.
Израиль располагает классической ядерной триадой, включающей в себя ядерное оружие наземного, воздушного и морского базирования и опирающейся на носители двойного назначения, что позволяет в мирной обстановке не оснащать носители ядерными боезарядами, но в кризисной ситуации — быстро превратить их в весьма эффективные ядерные силы регионального масштаба.
Средства доставки ядерного оружия Израиля наземного базирования — межконтинентальные баллистические ракеты «Иерихон» дальностью действия 11500 км. По имеющимся данным, места базирования этих ракет расположены в подземных укрытиях, способных выдержать ядерный удар. Кроме того, Израиль располагает крылатыми ракетами, способными нести ядерные заряды, которые могут быть запущены с подводных лодок класса «Дольфин». Три таких субмарины были переданы Германией израильским ВМС в 1998—1999 годах и позднее оснащены специальными контейнерами для запуска крылатых ракет, а в декабре 2004 года ВМС Израиля заключили контракт о покупке ещё двух таких же подводных лодок.
Истребители ВВС Израиля F −15I и F- 16I Sufa, оборудованные подвесными топливными баками, способны доставлять ядерное оружие на большие расстояния, особенно с учётом возможности дозаправки в воздухе с помощью модифицированных самолётов Boeing 707.
Израильское политическое руководство не признаёт, но и не отрицает наличие у Израиля ядерного оружия. Впервые этот подход проявился в 1963 году во время встречи Шимона Переса, тогдашнего израильского министра обороны, и президента США Джона Ф. Кеннеди. На вопрос об израильском ядерном потенциале и его намерениях в данной области Перес ответил, что «Израиль не будет первым государством, которое принесёт (introduce) ядерное оружие на Ближний Восток».
В правящих кругах страны существует консенсус относительно продолжения политики ядерной неопределённости (ядерной непрозрачности), как и относительно сохранения самого ядерного оружия. При этом израильские политики исходят из того, что никакие внешние гарантии не способны заменить ей собственную военную мощь, необходимую для отражения любой угрозы, исходящей от окружающих Израиль арабских стран, располагающих огромными геополитическими и демографическими преимуществами.
Имея ядерное превосходство, Израиль затрудняет продвижение идеи о создании зоны, свободной от оружия массового уничтожения на Ближнем Востоке, выдвинутой в Резолюции 3263 Генеральной Ассамблеи ООН от 9 декабря 1974 года. «Арабская весна» 2011 года и последовавшие за ней драматические события в ряде арабских стран надолго заморозили переговорный процесс по ядерной безопасности на Ближнем Востоке. В условиях продолжающихся насильственных смен правящих элит, гражданских войн и терактов продолжать консолидированные усилия по ЗСЯО в регионе становится все сложнее.
Дж. Пайк, специалист по вооружениям, директор Организации глобальной безопасности, назвал сохранение ядерной монополии на Ближнем Востоке «краеугольным камнем израильской политики в области безопасности». Израиль, с одной стороны, стремится к поддержанию качественного военного неядерного превосходства, способного убедить потенциального противника отказаться от использования силы и гарантировать победу в конфликте без применения ядерного оружия, а с другой стороны, блокирует любые попытки своих потенциальных противников получить ядерное оружие. Эту доктрину сформулировал израильский премьер-министр Менахем Бегин после израильского авиаудара по иракскому ядерному реактору «Осирак», совершённого 7 июня 1981 года.

## Химическое оружие
По данным Службы внешней разведки РФ от 1993 года, Израиль обладает запасами химического оружия собственного изготовления, разработка которого началась в середине 1960-х годов. В настоящее время Израиль в состоянии производить ОВ всех типов, включая нервно-паралитические, кожно-нарывные, временно выводящие из строя и т. д.
Израиль подписал, но не ратифицировал Конвенцию о запрещении химического оружия. В 1983 году в докладе ЦРУ было отмечено, что Израиль, «будучи окружённым арабскими государствами, способными производить химическое оружие, всё более осознаёт свою уязвимость для химических атак …, развёртывает программы производства компонентов химического оружия как защитного, так и наступательного характера … в конце 1982 года, вероятно, были созданы мощности по производству и хранению нервно-паралитических средств в закрытой зоне в Димоне. Производство других компонентов химического оружия может быть развёрнуто на других предприятиях высокоразвитой химической промышленности Израиля».
Есть также предположения, что программа химического оружия может быть развёрнута в Израильском институте биологических исследований (IIBR) в Нес-Ционе.
После авиакатастрофы в Амстердаме 4 октября 1992 года, когда разбился грузовой Боинг 747 компании Эль Аль, летевший из Нью-Йорка в Тель-Авив, на месте катастрофы было обнаружено 190 литров диметил-метилфосфоната — вещества из Списка 2 (КХО), используемого в синтезе зарина. Израиль утверждал, что это нетоксичный материал, который должен был быть использован для тестирования фильтров, которые защищают от химического оружия, и это было указано в грузовой декларации в соответствии с международными нормами. Груз направлялся с одной химической фабрики США в IIBR по лицензии министерства торговли США.
В 1993 году Управление технологических оценок Конгресса США охарактеризовало Израиль как страну, имеющую возможность ведения химической войны. Министр энергетики США Билл Ричардсон в 1998 отметил: «Я не сомневаюсь, что Израиль работает над химическим и биологическим оружием в течение долгого времени …».

## Биологическое оружие
Израиль не подписал Конвенцию о биологическом оружии. Управление технологических оценок Конгресса США считает, что Израиль обладает потенциалом для производства биологического оружия. Предполагается, что Израильский институт биологических исследований в Нес-Ционе производит противоядия и вакцины на случай использования противником химического и биологического оружия. Не имеется достоверных сведений, осуществляет ли Израиль в настоящее время программу производства наступательного биологического оружия.